# Marie Kotrbová-Procházková
Marie Kotrbová-Procházková (29. října 1930 Zlín – 9. září 2013) byla česká keramička a sochařka.
Vystudovala Střední uměleckoprůmyslovou školu v Uherském Hradišti a poté pokračovala na pražskou Vysokou školu uměleckoprůmyslovou do ateliéru monumentálního sochařství Jana Kavana sr.. Při studijích na pražské UMPRUM se seznámila se svým budoucím manželem, sochařem a keramikem Štepánem Kotrbou. Po studiích v roce 1963 zamířila jako návrhářka do Ústředí lidové umělecké výroby. Nejprve působila v Uherském Hradišti a následně v Praze. Navrhovala ale užitkovou a dekorativní keramiku pro desítky pracovišť a smluvních dílen ÚLUV po celých Čechách a Moravě. V ÚLUV pracovala až do roku 1986. Vedle návrhů dekorativní a užitkové jídelní keramiky, která se prodávala v prodejnách Krásná jizba tvořila se svým manželem sochařské keramické práce pro architekturu. Mezi tyto díla patří například plastika Slunce (1977) před základní školou v Pardubicích, Květ (1981) z parku Severní terasy v Ústí nad Labem, Perla (1984) před hotelem Murom v Mostě či Tři květy (1989) z náměstí 8. května v Meziboří. Její komorní dílo se objevuje na společných výstavách od roku 1965.

## Galerie

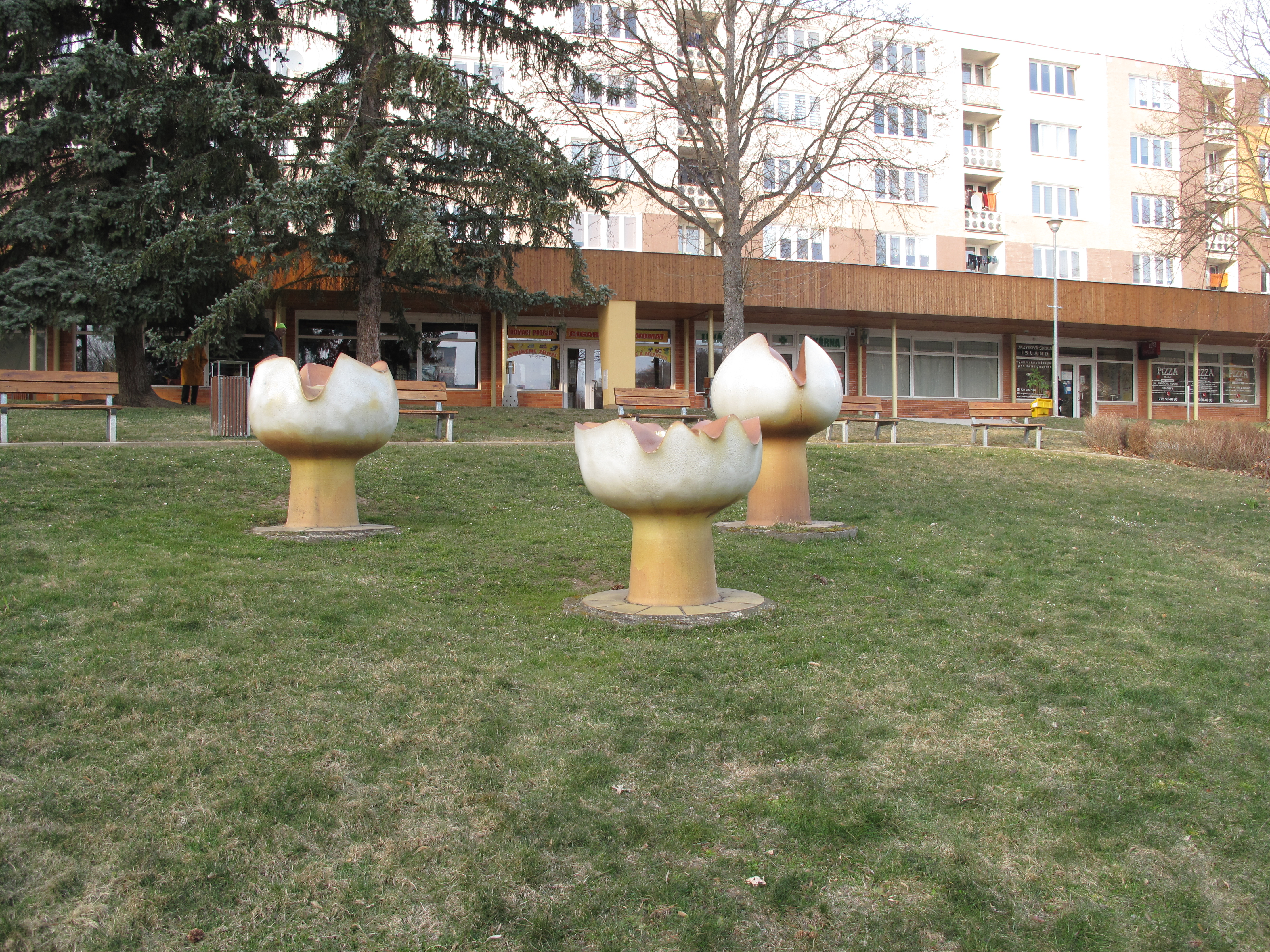
Tři květy v Meziboří
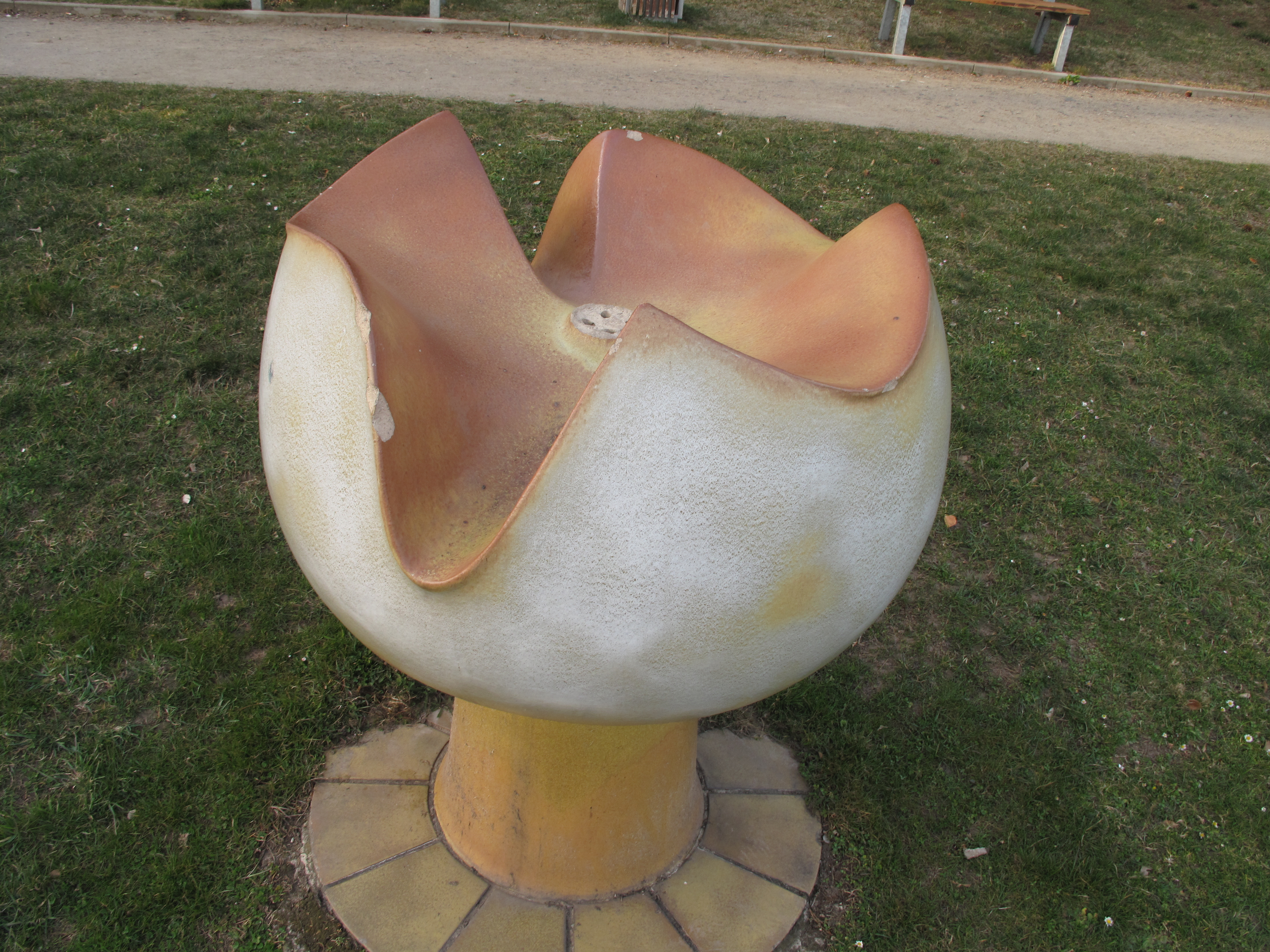
Tři květy, detail
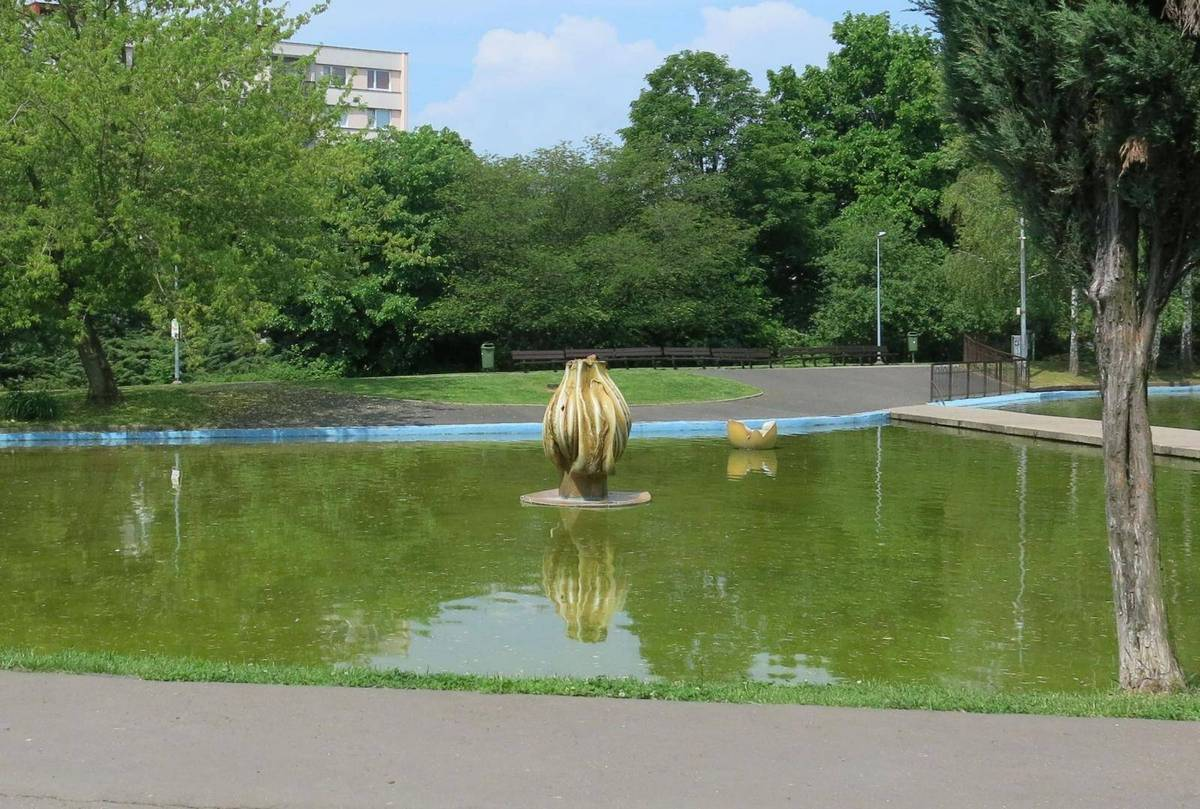
Keramické plastiky ve fontáně v centrálním parku na Severní Terase v Ústí nad Labem nazvané Květ
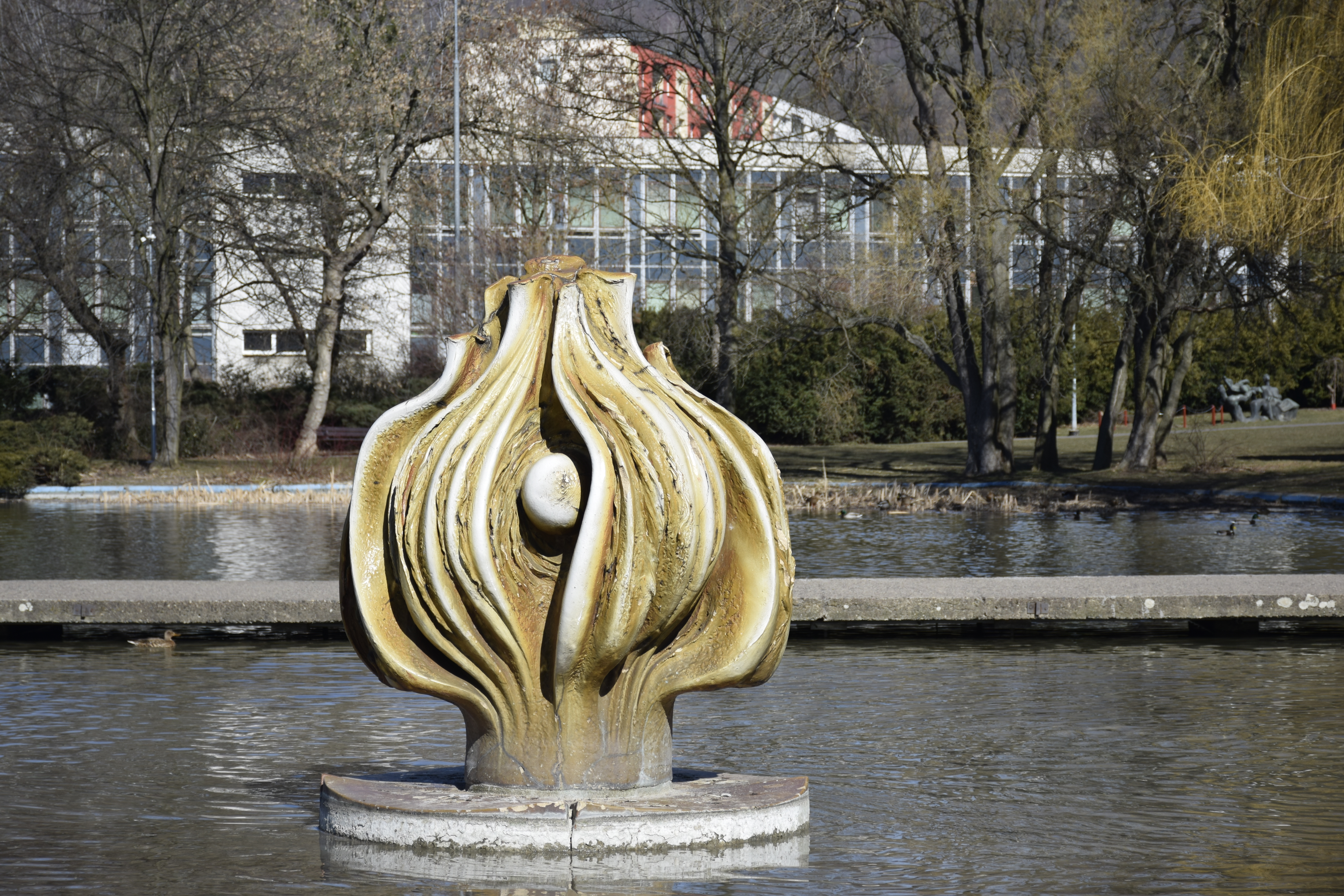
Květ, 1981, detail
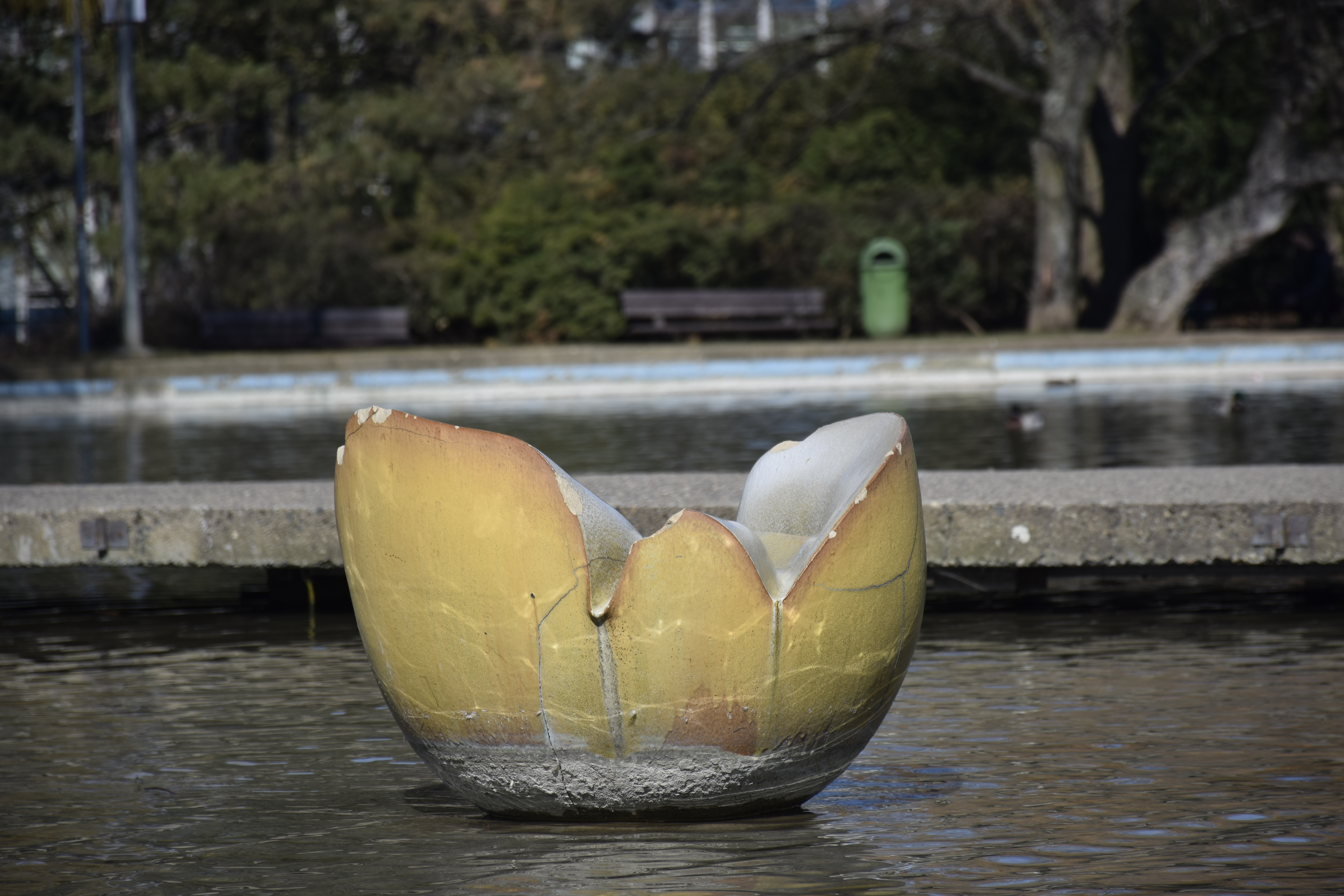
Poupě, čelní pohled
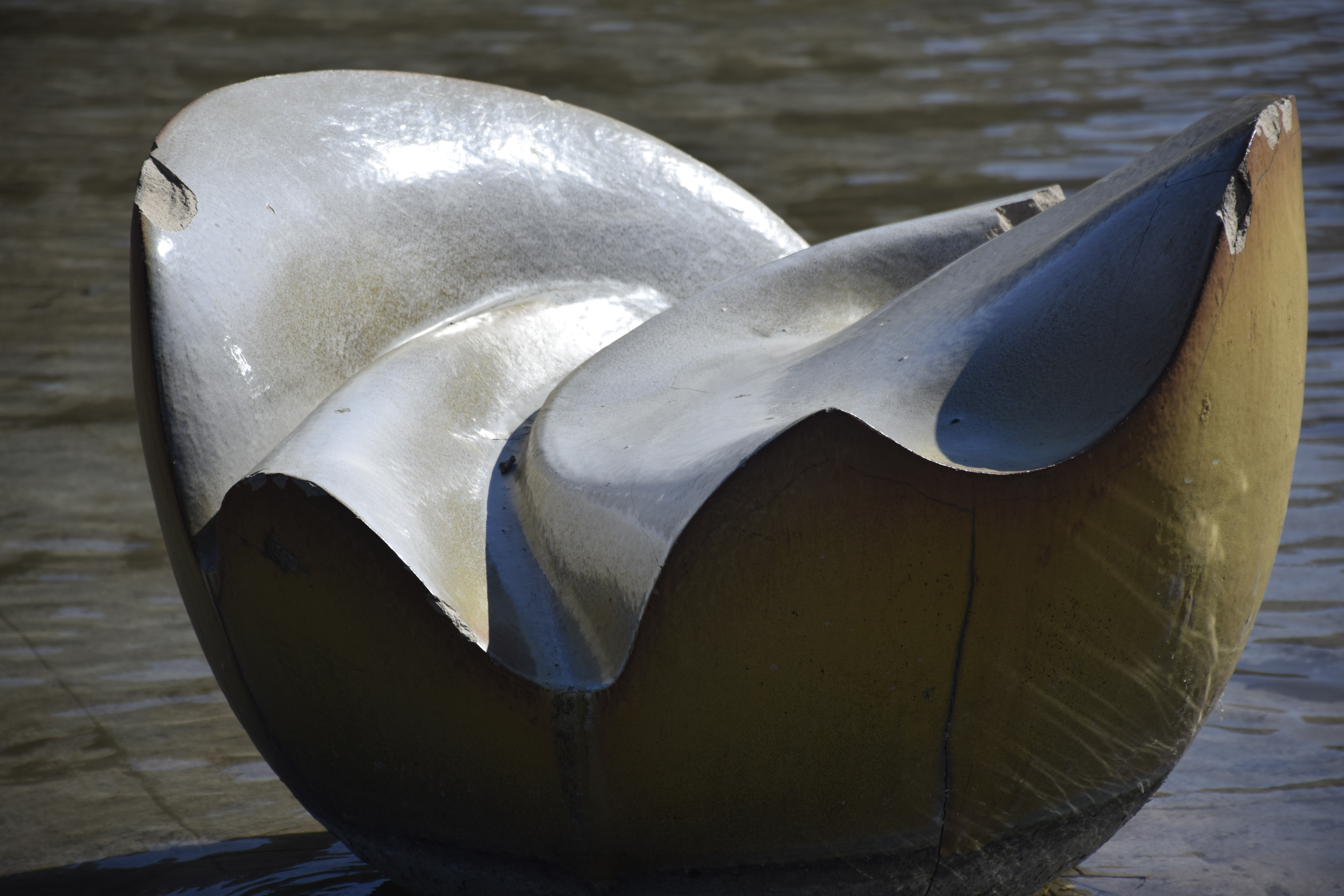
Poupě, svrchní pohled